# Жахин, Балабек
Балабек Жахин (каз. Балабек Жахин; 1899 год — 1957 год) — председатель колхоза «Авангард» Эркеншиликского района Акмолинской области, Казахская ССР. Герой Социалистического Труда (1948).

## Биография
Родился в 1899 году на территории Акмолинского уезда (ныне — Ерейментауский район).
В начале 1930-х годов участвовал в коллективизации, был одним из организаторов местного колхоза. С 1931 года трудился рядовым колхозником. С 1936 года заведовал коневодческой фермой. В 1938 году был избран председателем колхоза «Авангард» Эркеншиликского района. В этом же году вступил в ВКП(б).
Вывел колхоз в число передовых хозяйств Эркеншиликского района. За свою трудовую деятельность был награждён в 1945 году Орденом «Знак Почёта». В 1947 году колхоз вырастил 111 жеребят от 115 кобыл. Указом Президиума Верховного Совета СССР от 23 июля 1948 года «за получение высокой продуктивности животноводства в 1947 году» удостоен звания Героя Социалистического Труда с вручением ордена Ленина и золотой медали «Серп и Молот».
С 1950 года — председатель объёдинённого колхоза.
Избирался депутатом районного Эркеншиликского Совета народных депутатов[когда?].
Скончался в 1957 году.

## Награды
- Герой Социалистического Труда
- Орден Ленина — дважды (1948, 1949)
- Орден «Знак Почёта» (16.11.1945)